# Bettina Schoeller

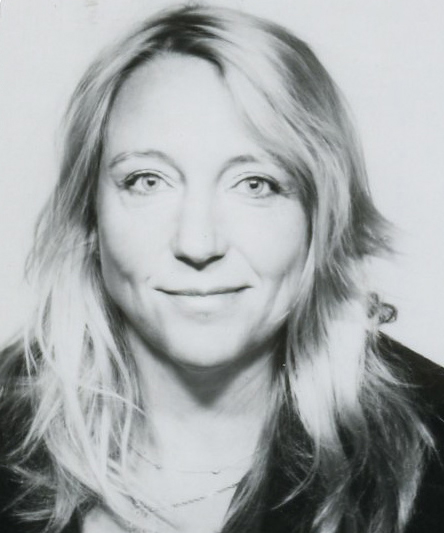
Bettina Schoeller (2008)

Bettina Schoeller-Bouju (* 15. Oktober 1969 in München) ist eine deutsche Regisseurin, Produzentin, Autorin, Journalistin und Kuratorin.

## Leben
Bettina Schoeller ist die Tochter des Autors und Literaturkritikers Wilfried F. Schoeller und die Schwester des Fotografen Martin Schoeller. Aufgewachsen in München und Frankfurt begann sie mit 16 Jahren, ihre ersten Super-8-Filme mit ihrer Französischlehrerin Helga Fanderl zu drehen, einer Studentin der Kubelka-Klasse am Städel in Frankfurt. An der Universität Hamburg absolvierte sie einen Magister-Studiengang in den Fächern Germanistik, Journalistik und Ethnologie mit Schwerpunkt Ethnologischer Film und an der Hochschule für bildende Künste Hamburg studierte sie Film im Fachbereich Visuelle Kommunikation. Mit einem einjährigen DAAD-Stipendium ging sie 2000 an die Filmakademie Bukarest.
Seit 2001 sammelte sie beim Film praktische Erfahrungen in den Bereichen Tonassistenz, Aufnahmeleitung, Produktionsassistenz und Regieassistenz. Seit 2005 ist sie als Regisseurin für Fernsehserien, Dokumentar- und Spielfilme tätig. 2006 gründete sie die Produktionsfirma depoetica. mit dem Ziel, künstlerische und experimentelle Filme mit einer kommerziellen Verwertbarkeit zu vereinen.
Sie ist Mitglied im Bundesverband Regie und im Vorstand von ProQuote Regie.
Für ihre Arbeit als Filmregisseurin erhielt sie bisher drei Auszeichnungen.
Schoeller hat Lehraufträge an der HFF Potsdam-Babelsberg und an der Berliner Technische Kunsthochschule. Sie arbeitet als Freie Journalistin unter anderem für Merian und die Süddeutsche Zeitung, als Freie Mitarbeiterin für Deutschlandfunk und Deutschlandradio Kultur. Als Autorin veröffentlichte sie den Fettnäpfchenführer Frankreich und zahlreiche Kurzgeschichten in der Zeitschrift L. Der Literaturbote und der Anthologie Nagelprobe. Unter dem Namen „Bettinescu“ hält sie filmische Lesungen. Gemeinsam mit der Filmkritikerin Claudia Lenssen gab sie 2014 das Buch Wie haben Sie das gemacht? Aufzeichnungen zu Frauen und Filmen heraus.
Im März 2024 übernahm Schoeller die Leitung der Sektion TV-Sektion Televisionen des Filmfest Hamburg.

## Filmografie
Regie
- 1995: Weizen, Found Footage, Internationales Kurzfilm-Festival Hamburg
- 1996: Mit Mutti ins Paradies, Kurzspielfilm
- 1996: Osnabrück, Experimenteller Spielfilm
- 1998: Garsilamas, Musikvideo von Band „Loones Tunes“, MTV London
- 1998: Vom Wasser ins All, Kurzspielfilm, Produktion: ARTE, Prix Elida Fabergé
- 1999: Happy Hour, Kurzspielfilm, Produktion: ARTE
- 2001: Die Goldenen Zitronen in Bukarest, Dokumentarfilm
- 2001: Bucharest is just a mess, Musikvideo, Rumänische HipHop Band
- 2001: Sunt Connectat, Musikvideo, Rumänische Hip-Hop Band
- 2001: Rauchgift, Kurzdokumentarfilm
- 2003: Der Ärgermacher, Kinofilm[17]
- 2004: Connecting Baghdad, Dokumentarfilm
- 2004: Female Body Builders, Musikfilm[18]
- 2005: Lyle Lovett, Musikfilm, Regie mit Martin Schoeller
- 2005: Like Ice in the Sunshine, Lay-Out Film für Langnese
- 2006–2012: Verbotene Liebe, Fernsehserie (65 Folgen)
- 2010: Wo ich bin ist oben, Dokumentarfilm, Berlinale Shorts 2010,[7] German Shorts in Cannes 2010[19]
- 2013: Haiti Konbit, Dokumentation[20]
- 2014: Jistis Pou Yo, Musikvideo[21]
- 2014: Warlam Schalamow: Leben oder schreiben, Kurzfilm zur gleichnamigen Ausstellung in Berlin[22]
- 2016: Großstadtrevier: zwei Folgen: „Für nichts und für alles“, „Die Aufsteiger des Jahres“
- 2017: Großstadtrevier: vier Folgen: „Der Master“, „Unter Druck“, „Hannes der Held“, „Das Lied vom Helden“
- 2018: Großstadtrevier: vier Folgen: „Eine Frage der Gerechtigkeit“, „Toilettenmaffia“, „Blinde Zeugin“, „Harrys Aussage“
- 2018: „Die drei von der Müllabfuhr – Drei Männer und ein Baby“ ARD Degeto 87 Minuten
- 2022: Die Kanzlei – Reif für die Insel
- 2022: Meine Mutter raubt die Braut

Produktion
- 2006: Connecting Baghdad, Dokumentarfilm 90 Minuten
- 2007: Kobold, Kurzfilm. Regie Antje Majewski
- 2008: Dekonditionierung, Spielfilm. Regie Antje Majewski
- 2010: Wo ich bin ist oben, Dokumentarfilm, 18 Minuten
- 2014: Jistis Pou Jo, Musikvideo, 3 Minuten
- 2016: Fatima, Dokumentarfilm, Regie: Nina Khada

## Veröffentlichungen
- Hohes C, in: Nagelprobe 7. Suhrkamp Verlag, 1991, ISBN 3-518-40313-3
- Winnetou, Old Surehand und ich, in: Merian Schleswig Holstein, Heft 7, 46. Jahrgang, S. 118–119, 1993
- Artistenlos, Zirkus Roncalli im Winterquartier, in: Merian Köln, 1994, Seite 9–10
- Frauenbeschäftigung, in: Nagelprobe 11, Suhrkamp Verlag, 1995, ISBN 3-518-40668-X
- mit Walter Leimeier (Hrsg.): Hohes C, in: Ein herrenloses Damenfahrrad, Verlag Schöningh, 1997
- Michel Houellebecq und Interview mit einem Terroristen, in: Christian Ankowicz, Tex Rubinowitz (Hrsg.): Wie mir Franz Beckenbauer einmal viel zu nahe kam, Eichborn, März 2004, ISBN 3-8218-5558-4
- Fickende Hunde und Der Präsidentschaftskandidat, in: Kaffee.Satz.Lesen 1-12, Mairisch Verlag, Reederei Hamburg 2005, ISBN 3-938539-03-8, S. 155, 160
- mit Johanna Links: C'est la vie – aber wie?, Fettnäpfchenführer Frankreich, Conbook Verlag, Meerbusch 2011, ISBN 978-3-934918-74-0.
- mit Claudia Lenssen (Hrsg.): Wie haben sie das gemacht? Aufzeichnungen zu Frauen und Filmen, Schüren, Marburg 2014, ISBN 978-3-89472-881-6.

## Preise
- 1991: Literaturpreis des Ministeriums für Wissenschaft und Kunst Wiesbaden: Junges Literaturforum Hessen-Thüringen, in: Nagelprobe, Suhrkamp Verlag, Ffm, 1991.
- 1994: Literaturpreis des Ministeriums für Wissenschaft und Kunst Wiesbaden: Junges Literaturforum Hessen-Thüringen für „Frauenbeschäftigung“ und „Familienhunger“, in: Nagelprobe, Suhrkamp Verlag, Frankfurt 1994.
- 1996: 1. Preis und Publikumspreis für den Dokumentarfilm Mit Mutti ins Paradies beim Internationalen Kurzfilm-Festival Hamburg[23]
- 1999: Publikumspreis für den Kurzspielfilm happy hour auf dem Filmfestival Sehsüchte
- 2011: Dokumentarfilmpreis “Bamberger Reiter” 2011 für Wo ich bin ist oben[24]